# Белозорье
Белозо́рье, также Белозе́рье (укр. Білозір'я) — село в Черкасском районе Черкасской области Украины.
Почтовый индекс — 19635. Телефонный код — 472.
Название произошло от Белого озера, и село изначально называлось Белоозеро, потом «о» сократилось и осталось Белозеро, затем Белозерье. Однако, официальным названием на русском языке в советское время было присвоено Белозорье, которое и осталось на картах.

## Население
Население по переписи 2001 года составляло 8506 человек.

### Языковой состав
Родной язык населения по данным переписи 2001 года:
| Язык       | Численность, чел. | Доля     |
| ---------- | ----------------- | -------- |
| Украинский | 8 436             | 99,18 %  |
| Другое     | 70                | 0,82 %   |
| Итого      | 8 506             | 100,00 % |

## Местный совет
Село Белозорье — административный центр Белозорского сельского совета.
Адрес местного совета: 19635, Черкасская обл., Черкасский р-н, с. Белозорье, ул. Ленина, 168.

## Знаменитые уроженцы
- Бедан, Андрей Никифорович (1920—1996) — участник Великой Отечественной войны 1941—1945 гг., полный кавалер ордена Славы.